# Distretto di Ôndôrširėėt
Il distretto di Ôndôrširėėt è uno dei ventisette distretti (sum) in cui è suddivisa la provincia del Tôv, in Mongolia. Conta una popolazione di 2.006 abitanti (censimento 2007). 